# Людвинов (Брагинский район)
Людвинов (бел. Людзвіноў) — упразднённая деревня в Новоиолченском сельсовете Брагинского района Гомельской области Беларуси.

## География

### Расположение
В 38 км на юго-восток от Брагина, 7 км от железнодорожной станции Иолча (на линии Овруч — Полтава), 157 км от Гомеля.

## Транспортная сеть
Рядом автодорога Комарин — Брагин. Планировка состоит из прямолинейной улицы, ориентированной с юго-запада на северо-восток, к которой на севере присоединяется короткая, чуть изогнутая широтная улица. Жилые дома деревянные усадебного типа.

## История
По письменным источникам известна с XVIII века как деревня в Речицком повете Минского воеводства ВКЛ. После 2-го раздела Речи Посполитой (1793 год) в составе Российской империи. В начале XIX века разделилась на 2 селения. Согласно переписи 1897 года рядом была усадьба, винокуренный завод, в Иолченской волости.
В 1932 году организован колхоз. Во время Великой Отечественной войны на фронтах и в партизанской борьбе погибли 12 жителей деревни, для увековечивания их памяти в 1967 году в центре деревни возведён обелиск. В 1959 году в составе совхоза «Красное» (центр — деревня Красное).
20 августа 2008 года деревня упразднена.

## Население
После катастрофы на Чернобыльской АЭС и радиационного загрязнения жители (44 семьи) переселены в 1986 году в чистые места.

### Численность
- 2010 год — жителей нет

### Динамика
- 1834 год — в Ближнем Людвиново 43 жителя, в Дальнем Людвиново 40 жителей
- 1897 год — 7 дворов, 50 жителей (согласно переписи)
- 1959 год — 183 жителя (согласно переписи)
- 1986 год — жители (44 семьи) переселены